# День Колумба
День Колумба — праздник в честь годовщины прибытия Колумба в Америку, которое произошло 12 октября 1492 года по юлианскому календарю (21 октября 1492 года по григорианскому календарю, который был введён в 1582 году).
12 октября 1492 года экспедиция Христофора Колумба достигла острова Сан-Сальвадор в Багамском архипелаге, что впоследствии было принято за официальную дату открытия Америки.
В Испании 12 октября является праздничным днём и называется «День Испанидад». Хоть в некоторых американских штатах День Колумба отмечается 12 октября, в основном в Соединённых Штатах Америки он отмечается во второй понедельник октября (2013 — 14 октября, 2014 — 13 октября, 2015 — 12 октября (совпадает с остальными раз в 6 лет)).
В этот день население США празднуют годовщину открытия своей страны, посещая праздничные церковные службы и другие мероприятия. В некоторых городах проходят специальные службы, парады и большие торжественные церемонии. Большинство празднований сосредоточено вокруг итало-американских сообществ. Особого упоминания заслуживают праздничные мероприятия, проводимые в Нью-Йорке и Сан-Франциско.
День Колумба является общественным выходным во многих частях США, но в некоторых штатах, например, в Калифорнии, Неваде, на Гавайях, день не отмечается. Государственные учреждения и школы, как правило, закрыты, но коммерческие организации могут работать. Над правительственными зданиями поднимают государственный флаг США.